# Force Aérienne de la Côte d'Ivoire

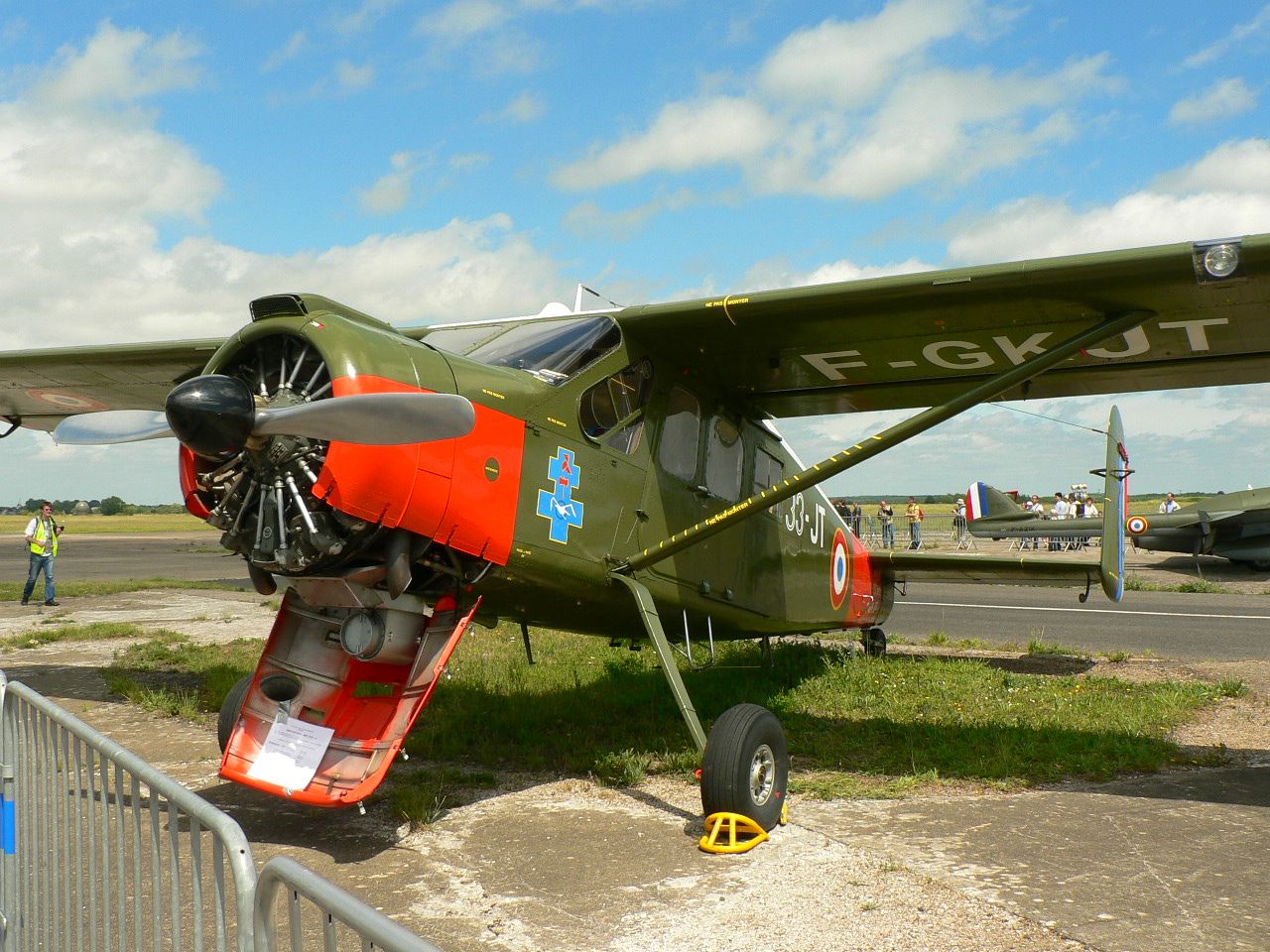
Un MH-1521M Broussard, qui con marche francesi, del tipo impiegato dal nucleo della originaria Force Aérienne de la Côte d'Ivoire

La Force Aérienne de la Côte d'Ivoire (FACI), in italiano Forza aerea della Costa d'Avorio e conosciuta internazionalmente con la terminologia in lingua inglese Côte d'Ivoire Air Force, è l'aeronautica militare della Costa d'Avorio e parte integrante delle Forces Republicaines de Cote d'Ivoire, le forze armate ivoriane.

## Storia
La FACI venne creata nel 1961 in seguito alla consegna di 3 aerei da trasporto Douglas C-47 da parte della Francia. Negli anni seguenti, la Francia fornì tra il 1962 e il 1965 ulteriori sette aerei STOL MH-1521M Broussard che costituirono il nucleo della forza armata. Alla piccola flotta di aerei, si unirono agli inizi degli anni settanta alcuni esemplari di elicotteri Aérospatiale Alouette II e Aérospatiale Alouette III sempre forniti dalla Francia, cui negli anni ottanta in seguito si aggiunsero altri 3 elicotteri Aérospatiale SA 330H Puma.
L'aeronautica militare ivoriana nel corso della sua esistenza si è prevalentemente occupata dei voli presidenziali, ai quali nel 1980 ha affiancato l'istituzione di una squadriglia da caccia basata su sei Dassault-Dornier Alpha Jet e residente sull'aeroporto di Bouaké, ai quali si è aggiunto un altro Alpha Jet nel 1983.
Gli equipaggi si addestrano di frequente congiuntamente con l'Armée de l'air francese e ciò, insieme con la consistenza del parco aeromobili, rende la FACI la forza aerea più consistente della sua regione del continente africano.

## Aeromobili in uso
Sezione aggiornata annualmente in base al World Air Force di Flightglobal del corrente anno. Tale dossier non contempla UAV, aerei da trasporto VIP ed eventuali incidenti accorsi durante l'anno della sua pubblicazione. Modifiche giornaliere o mensili che potrebbero portare a discordanze nel tipo di modelli in servizio e nel loro numero rispetto a WAF, vengono apportate in base a siti specializzati, periodici mensili e bimestrali. Tali modifiche vengono apportate onde rendere quanto più aggiornata la tabella.
A causa della guerra civile in cui il paese è ricaduto dal 2011, risulta difficile stabilire con esattezza quali e quanti siano i mezzi in servizio nella Force Aérienne de la Côte d'Ivoire, in particolare quelli da combattimento che risultano in organico, ma non operativi.
| Aeromobile                                 | Origine          | Tipo                                                   | Versione (denominazione locale) | In servizio (2024) | Note                                                                                                  | Immagine |
| Aerei da combattimento                     |                  |                                                        |                                 |                    | |          |
| Dassault-Dornier Alpha Jet                 | Francia Germania | aereo d'attacco al suolo                               | Alpha Jet                       | ?                  | 7 Alpha Jet E consegnati, non si conosce, al 2019, il numero degli esemplari residui (forse 5).       |          |
| Sukhoi Su-25 Sparka                        | Russia           | aereo d'attacco al suolo                               | Su-25UB                         | 2                  | 2 Su-25UB Sparka consegnati, non si conosce, al 2019, il numero degli esemplari residui.              |          |
| Aerei da trasporto                         |                  |                                                        |                                 |                    | |          |
| Antonov An-26 Curl                         | Ucraina          | aereo da trasporto                                     | An-26B                          | 2                  | 2 An-26B consegnati e tutti in servizio al gennaio 2019.                                              |          |
| PTDI CN-235                                | Indonesia Spagna | aereo da trasporto                                     | CN-235-220                      | 1?                 | 2 CN-235-220 sono stati ordinati alla PTDI indonesiana a novembre 2018.                               |          |
| CASA C-295                                 | Spagna           | aereo da trasporto                                     | C-295W                          | 1                  | 1 C-295W ordinato a gennaio 2019.                                                                     |          |
| Airbus A319                                | Unione europea   | aereo da trasporto                                     | A319-133X                       | 1                  | 1 A319-133X consegnato ed in organico al gennaio 2019.                                                |          |
| Beechcraft Super King Air                  | Stati Uniti      | aereo da trasporto                                     | B350                            | 1                  | 1 B200 ed 1 B350 consegnati, al gennaio 2019 risulta in organico il solo B350.                        |          |
| Boeing 727                                 | Stati Uniti      | aereo da trasporto                                     | B727-2Y4                        | 1                  | 1 Boeing 727-2Y4 consegnato ed in organico al gennaio 2019.                                           |          |
| Gulfstream Aerospace G.1159 Gulfstream III | Stati Uniti      | aereo da trasporto                                     | G.1159A                         | 1                  | 1 G.1159A Gulfstream III consegnato ed in organico al gennaio 2019.                                   |          |
| Gulfstream Aerospace G.1159 Gulfstream IV  | Stati Uniti      | aereo da trasporto                                     | G.1159C                         | 1                  | 1 G.1159C Gulfstream IV consegnato ed in organico al gennaio 2019.                                    |          |
| Gulfstream Aerospace G.550 Gulfstream V    | Stati Uniti      | aereo da trasporto                                     | G.550                           | 1                  | 1 G.550 Gulfstream V consegnato ed in organico al gennaio 2019.                                       |          |
| Aerei da addestramento                     |                  |                                                        |                                 |                    | |          |
| Cessna 421 Golden Eagle                    | Stati Uniti      | aereo da addestramento                                 | C421                            | 1                  | 1 Cessna 421 Golden Eagle consegnato ed in organico al gennaio 2019.                                  |          |
| Elicotteri                                 |                  |                                                        |                                 |                    | |          |
| Mil Mi-24 Hind                             | Russia           | elicottero d'attacco                                   | Mi-24V                          | 3                  | 5 Mi-24V Hind-E consegnati.                                                                           |          |
| Mil Mi-8 Hip                               | Russia           | elicottero da collegamento elicottero da trasporto VIP | Mi-8P Hip-C                     | 2                  | 2 Mi-8P Hip-C ex Groupe Aérien de Transport et de Liaison ricevuti a giugno 2020.                     |          |
| Aérospatiale SA 365                        | Francia          | elicottero utility                                     | AS 365C                         | 1                  | 1 AS 365C consegnato ed in organico al gennaio 2019.                                                  |          |
| IAR 330                                    | Romania          | elicottero da trasporto medio                          | IAR 330 (SA 330L)               | 1                  | 4 IAR 330 (versione costruita su licenza del SA 330L Puma) consegnati, 1 in organico al gennaio 2019. |          |
| AgustaWestland AW139                       | Italia           | elicottero utility                                     | AW139                           | 1                  | 1 AW139 consegnato ed in organico al gennaio 2019.                                                    |          |